# Manoel Vieira Leão
Manoel Vieira Leão (Portugal, c.1727 — Rio de Janeiro, c.1803) foi um engenheiro militar, cartógrafo e topógrafo português que prestou importantes serviços no Brasil durante o período colonial, sobretudo nos atuais estados do Rio Grande do Sul, Rio de Janeiro e Santa Catarina. Foi duramente responsabilizado pela conquista de Santa Catarina por parte dos espanhóis no contexto da Guerra hispano-portuguesa (1776-1777), o que provocou a sua prisão por mais de oito anos. 

## Biografia
Após a conclusão de seus estudos em Portugal, partiu para o Rio de Janeiro em 11 de fevereiro de 1752, quando ocupava o posto de primeiro-tenente, com destino à Capitania do Rio Grande de São Pedro, juntamente a outros militares para a realização dos trabalhos de demarcação no sul do Brasil, conforme acordado entre as coroas de Portugal e Espanha no Tratado de Madrid (1750). Durante os primeiros momentos das demarcações, acompanhou Gomes Freire de Andrade, percorrendo diversas regiões à margem norte do Rio da Prata. Todavia, por volta de agosto e 1754, partiu do Forte Jesus, Maria e José compondo as forças portuguesas que tinham por objetivo colaborar na evacuação da Região das Missões, em consequência da Guerra Guaranítica.
Elaborou, também, quando tinha 28 anos de idade, o projeto arquitetônico para a construção da Catedral de São Pedro, em Rio Grande, fundada oficialmente no ano de 1755.
A partir de abril de 1759, como membro das partidas demarcadoras, participou na segunda fase de laboração da primeira equipe, chefiada por José Custódio de Sá e Faria. Participou do reconhecimento do Rio Ibicuí, tarefa que lhe conferiu considerável destaque no desenrolar desses trabalhos, o que ficou evidenciado pelo fato de ter sido Vieira Leão o segundo demarcador português, somente atrás de Sá e Faria, a assinar o diário da referida equipe. 

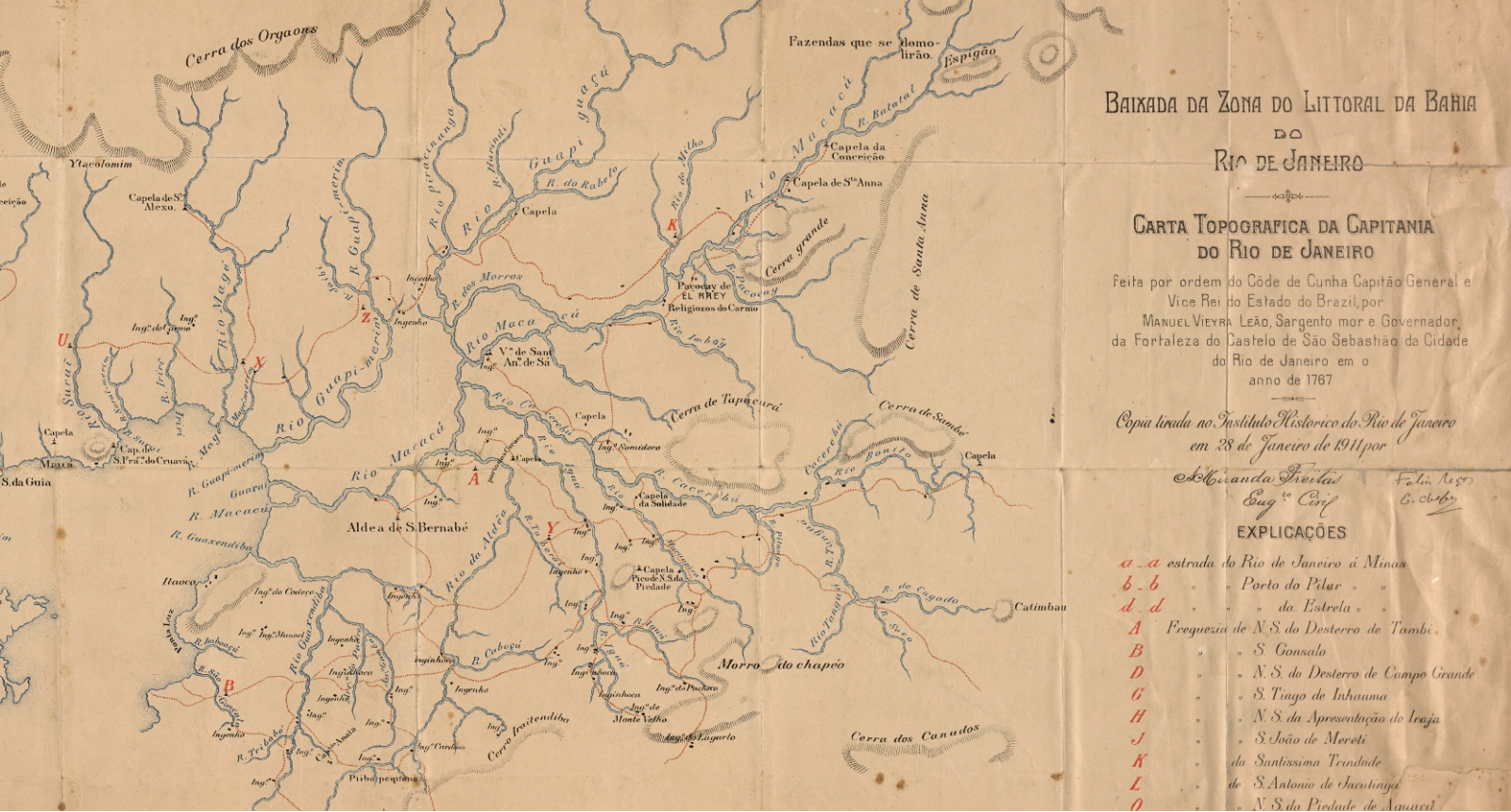
Recorte da Carta topográfica da capitania do Rio de Janeiro (1767)

Ainda neste ano de 1759, foi proposto para ocupar o posto de Capitão do Regimento de Artilharia do Rio de Janeiro, sob a indicação de Freire de Andrade, o que se concretizou somente em fins do ano de 1761, quando Vieira Leão foi transferido para a província fluminense. No Rio de Janeiro, prestou valiosos serviços para a coroa lusa, o que rendeu-lhe a nomeação para o posto de governador da Fortaleza de São Sebastião do Castelo e o recebimento da patente de Sargento-Mor. Ainda nessa localidade, elaborou um importante trabalho cartográfico intitulado Carta topográfica da capitania do Rio de Janeiro, sob ordem do Vice-rei Conde da Cunha, o qual requereu, ainda, diversas outras cartas topográficas a Vieira Leão durante a sua atuação no Rio de Janeiro.
Ainda no Rio de Janeiro, Vieira Leão solicitou que lhe fosse concedido o governo do Forte da Praia Vermelha juntamente ao posto de Tenente-coronel, o que lhe foi negado.

### Prisão

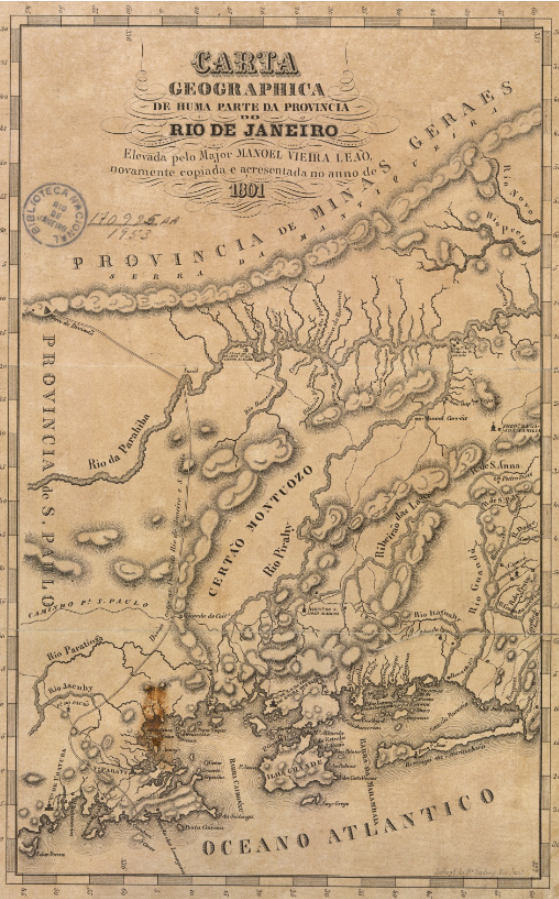
Carta geográfica de uma parte da província do Rio de Janeiro (1801)

No contexto da Guerra hispano-portuguesa (1776-1777), Vieira Leão encontrava-se na Ilha de Santa Catarina quando a mesma foi conquistada pelos espanhóis, sob a liderança do governador do Prata, Pedro de Cevallos. Juntamente à José Custódio de Sá e Faria, foi um dos militares mais responsabilizados pela derrota, o que culminou na sua prisão na Ilha de Villegaignon, no Rio de Janeiro, sendo em seguida levado para Portugal, onde ficou detido pelo período de oito anos, até ser libertado e reformado no seu posto por uma cédula real, em 14 de janeiro de 1786, ocasião em que teve, inclusive, de volta os seus bens, outrora apreendidos pela justiça e agora entregues a seu filho Alexandre José de Azevedo Leão Coutinho no momento de sua soltura.
Em liberdade novamente, Manoel Vieira Leão retornou as atividades de outrora e elaborou, ainda, outros trabalhos cartográficos, entre eles a Carta geográfica de uma parte da província do Rio de Janeiro, em 1801. Todavia, já septuagenário, faleceu por volta do ano de 1803, no Rio de Janeiro.